# Mario Echandi Jiménez
Mario Echandi Jiménez (ur. 17 czerwca 1915 w San José, zm. 30 lipca 2011 tamże) – kostarykański polityk, adwokat i dyplomata.
Ambasador w Stanach Zjednoczonych (1950–1951), minister spraw zagranicznych (1951–1953 i 1966–1968) prezydent Kostaryki w latach 1958–1962. Uzyskał 102 851 głosów. Bezskutecznie kandydował w wyborach prezydenckich w 1970 i 1982. Od 1982 przewodniczył Ruchowi Narodowemu (MN, partii politycznej).